# Монгольське завоювання держави Далі
Монгольське завоювання держави Далі — військова кампанія Монгольської імперієї проти держави Далі, що завершилися знищенням Далі і включенням його території до складу монгольської імперії.

## Передісторія
У 1252 році великий хан Мунке, готуючись до війни з державою Південна Сун, наказав своєму брату Хубілаю захопити державу Далі, щоб згодом використати його територію для удару по Південній Сун з заходу. Хубілаю було вже 36 років, але це було його першою можливістю проявити себе як полководця (Мунке очолював монгольські армії, коли йому ще не було й 20 років), тому він підготувався до походу дуже ретельно, і виступив лише восени 1253 року.
Зібравши свої війська в Ліньтао, Хубілай відправив у Далі посольство на чолі з трьома посланцями, які передали правителеві Далі вимогу підкоритися монголам. Головний міністр Гао Тайся, який фактично управляв державою, наказав стратити всіх трьох послів. Хубілай вийшов у каральний похід. За планом Урянхадай повинен був вести свій загін на Далі із заходу, Хубілай йшов на лобове зіткнення, а кілька князів зі своєю частиною армії повинні були завдати удару зі сходу. Щоб дістатися до Далі, монголам потрібно було подолати складну гористу місцевість.

## Похід на Далі
Монгольський наступ з трьох сторін почався наприкінці жовтня 1253 року. Гао Тайся відмовився здатися монголам, зібрав свої війська в єдиний кулак на березі річки Цзіньшацзян і чекав наближення ворога. Війська Хубілая вийшли на протилежний берег річки в листопаді. Хубілай доручив Баяну спорудити наплавний міст з мішків, щоб переправитися через річку. Баян, зробивши нічний кидок через річку, застав супротивника зненацька і швидко завдав йому повної поразки, перебивши значну частину ворожої армії і змусивши Гао Тайся бігти до столиці.
Історія взяття монголами столиці держави — міста Далі — описана в джерелах туманно. Достовірно лише те, що війська Хубілая увійшли в місто без особливого опору. Гао Тайся вночі спробував втекти, але був схоплений і страчений, потім були страчені ті, хто брав участь у вбивстві монгольських послів. Хубілай не став скидати правлячу династію, а приставив до правителя Далі свого сюаньфу ши («уповноваженого по умиротворенню») Лю Шічжуна. На завойованих землях залишився з військами Урянхадай, який підкорив ряд південно-західних областей, проникав в Тибет, а в 1257 році вторгся в Дайв'єт.